# Liste des souverains d'Aragon

## Comtes d'Aragon

### Premiers comtes
- 802-809 : Aureolus
- 809-820 : Aznar Ier Galíndez, déposé par son gendre
- 820-833 : García Galíndez, gendre du précédent
- 833-844 : Galindo Garcés, fils du précédent, sans descendance
- 844-867 : Galindo Ier Aznárez, fils d'Aznar Ier
- 867-893 : Aznar II Galíndez, fils du précédent
- 893-928 : Galindo II Aznárez, fils du précédent
- 928-943 : Andregoto Galíndez, fille du précédent

### Maison deNavarre
À partir de 943, le titre de « comte d'Aragon » passe aux rois de Navarre.
- 943-970 : García II de Navarre, époux d'Endregoto Galíndez
- 970-994 : Sanche II Garcés de Navarre, fils du précédent et d'Endregoto
- 994-1000 ou 1004 : García II de Navarre, fils du précédent
- 1000 ou 1004- 1035 : Sanche III de Navarre, fils du précédent

## Rois d'Aragon

### Maison d'Aragon (1035-1164)
| Portrait | Nom                                                           | Début du règne    | Fin du règne      | Notes |
| -------- | ------------------------------------------------------------- | ----------------- | ----------------- | --- |
|          | Ramire Ier (vers 1006 - 8 mai 1063)                           | 1035              | 1063              | Fils de Sanche III de Navarre, devient le premier roi d'Aragon après sa victoire de Tafalla sur son demi-frère Garcia. |
|          | Sanche Ier Ramirez (1043 - 4 juin 1094)                       | 1063              | 1094              | Il est également roi de Navarre sous le nom de Sanche V, fils de Ramire Ier. |
|          | Pierre Ier « el de Huesca » (vers 1068 - 28 septembre 1104)   | 4 juin 1094       | 28 septembre 1104 | Conquérant de Huesca, fils de Sanche Ier. |
|          | Alphonse Ier « le Batailleur » (vers 1073 - 8 septembre 1134) | 28 septembre 1104 | 7 septembre 1134  | Conquérant de Saragosse, frère de Pierre Ier. |
|          | Ramire II « le Moine » (24 avril 1086 - 16 août 1157)         | 29 septembre 1134 | 16 août 1157      | Frère d'Alphonse Ier. En 1137, Ramire II, sans abdiquer de son titre de roi d'Aragon, délègue son pouvoir et son autorité à son gendre Raymond-Bérenger IV, comme prince d'Aragon et comte de Barcelone, marié à sa fille Pétronille, reine d'Aragon. |
|          | Pétronille (29 juin 1136 - 15 octobre 1173)                   | 16 août 1157      | 18 juillet 1164   | Fille de Ramire II. |

## Rois de la Couronne d'Aragon

### Maison de Aragón (1164-1410)
| Portrait | Nom                                                              | Début du règne    | Fin du règne      | Notes |
| -------- | ---------------------------------------------------------------- | ----------------- | ----------------- | --- |
|          | Alphonse II « le Chaste » (mars 1157 - 25 avril 1196)            | 18 juillet 1164   | 25 avril 1196     | Fils de Pétronille d'Aragon et de Raimond-Bérenger IV, conquérant de Teruel.                                                |
|          | Pierre II « le Catholique » (vers 1174/1178 - 12 septembre 1213) | 25 avril 1196     | 12 septembre 1213 | Fils d'Alphonse II, l'un des vainqueurs de la bataille de Las Navas de Tolosa en 1212, mort à la bataille de Muret en 1213. |
|          | Jacques Ier « le Conquérant » (2 février 1208 - 27 juillet 1276) | 12 septembre 1213 | 27 juillet 1276   | Fils de Pierre II, conquérant de Valence, Majorque et Ibiza. Auteur du Llibre dels feyts.                                   |
|          | Pierre III « le Grand » (vers 1239/1240 - 11 novembre 1285)      | 27 juillet 1276   | 11 novembre 1285  | Fils de Jacques Ier, conquérant de la Sicile.                                                                               |
|          | Alphonse III « le Libéral » (4 novembre 1265 - 18 juin 1291)     | 11 novembre 1285  | 18 juin 1291      | Fils de Pierre III, conquérant de Minorque.                                                                                 |
|          | Jacques II « le Juste » (10 août 1267 - 2 novembre 1327)         | 18 juin 1291      | 2 novembre 1327   | Frère d'Alphonse III, conquérant de la Sardaigne.                                                                           |
|          | Alphonse IV « le Bénin » (janvier 1299 - 24 janvier 1336)        | 2 novembre 1327   | 24 janvier 1336   | Fils de Jacques II. |
|          | Pierre IV « le Cérémonieux » (5 octobre 1319 - 5 janvier 1387)   | 24 janvier 1336   | 5 janvier 1387    | Fils d'Alphonse IV, déposa le roi de Majorque Jacques III. Auteur de la Chronique de Pierre le Cérémonieux.                 |
|          | Jean Ier « le Chasseur » (27 décembre 1350 - 19 mai 1396)        | 5 janvier 1387    | 19 mai 1396       | Fils de Pierre IV. |
|          | Martin Ier « l'Humain » (29 juillet 1356 - 31 mai 1410)          | 19 mai 1396       | 31 mai 1410       | Frère de Jean Ier, roi d'Aragon et de Sicile, sans descendance et dernier souverain de la maison d'Aragon.                  |

### Maison de Trastamare
- 1412-1416 : Ferdinand Ier, roi d'Aragon et de Sicile, petit-fils par sa mère de Pierre IV le Cérémonieux, désigné par le compromis de Caspe.
- 1416-1458 : Alphonse V, dit le Magnanime, fils du précédent, conquérant de Naples.
- 1458-1479 : Jean II, frère du précédent
Entre 1462 et 1472, Jean II dut faire face à une révolte de la Catalogne et de l'Aragon, qui reconnurent des rois concurrents, qui descendaient tous, à des degrés plus ou moins divers, du roi Pierre IV. Ces souverains ne régnèrent que sur le royaume d'Aragon et le comté de Barcelone :
  - 1462-1463 : Henri Ier, également roi de Castille et de León sous le nom de Henri IV.
  - 1463-1466 : Pierre de Coimbra, dit Pierre V ou le Connétable, infant et connétable de Portugal. Il prit le titre de « roi des Catalans ».
  - 1466-1472 : René Ier, également roi de Naples, duc d'Anjou et comte de Provence.
- 1479-1516 : Ferdinand II, dit le Catholique, fils du précédent et époux d'Isabelle Ire de Castille, dite la Catholique.

### Maison de Habsbourg
- 1516-1556 : Charles Ier, petit-fils des précédents, désigné par le testament de Ferdinand II au détriment de sa mère, incapable de régner.

À partir de 1555, les couronnes de Castille et d'Aragon partagent un souverain unique, avant d'être fusionnées en 1716 en un royaume d'Espagne, par les décrets de Nueva Planta.